# Nepalolepta
Nepalolepta là một chi bọ cánh cứng trong họ Chrysomelidae.
Chi này được miêu tả khoa học năm 1992 bởi Medvedev.

## Các loài
Chi này gồm các loài:
- Nepalolepta carinata Medvedev, 1992